# Savigné
Savigné – miejscowość i gmina we Francji, w regionie Nowa Akwitania, w departamencie Vienne.
Według danych na rok 1990 gminę zamieszkiwało 1 350 osób, a gęstość zaludnienia wynosiła 37 osób/km² (wśród 1467 gmin regionu Poitou-Charentes, Savigné plasuje się na 215. miejscu pod względem liczby ludności, natomiast pod względem powierzchni na miejscu 96.).